# An die Grenze
An die Grenze ist ein Fernsehfilm der Colonia Media Filmproduktions GmbH für das ZDF unter der Regie von Urs Egger. Produktionsstart war am 10. Juli 2006, die deutsche Erstausstrahlung erfolgte am 7. September 2007 bei ARTE.

## Handlung
Mai 1974: Erzählt wird die Geschichte des 19-jährigen Alexander Karow. Er tritt seinen Wehrdienst bei der Nationalen Volksarmee an. So will er sich seinem allzu behütenden Vater entziehen. Dieser arbeitet als in der DDR hoch angesehener Professor für Chemie, der bei den Behörden um eine Rückstellung von Alexander gebeten hatte. Karow wird mit seiner Zustimmung bei den Grenztruppen eingesetzt, im Termin bei der Einberufungskommission wird ihm dafür eine Ausbildung in seinem Wunschberuf als Fotograf in Aussicht gestellt.
Die Konfrontation mit der Realität an der deutsch-deutschen Grenze mit Selbstschussanlagen und anderen Minen macht ihm schwer zu schaffen. Als „Bonzensöhnchen“ ist er ein besonders beliebtes Opfer der Schikanen mancher Kameraden. Besonders dem Gefreiten Kerner bereitet es Vergnügen, die Neulinge zu quälen. Alexanders Freundeskreis aber hält zusammen, und einer der Gefreiten, Gappa, stellt Alex unter seinen Schutz.
Die Frage, was passiert, wenn der Grenzverletzer im Visier der Kalaschnikow auftaucht, beschäftigt die Soldaten Tag und Nacht. Die Wache am Todesstreifen wird für Alexander zu einer immer größeren Belastung. Trost findet er in der jungen Traktoristin Christine. Sie lebt unweit des Grenzstreifens mit ihrer Familie und verliebt sich in Alexander. Widerstand dagegen leistet Christines Bruder, ein erklärter Gegner des sozialistischen Systems. Alexander ist auch im Grenzdienst leidenschaftlicher Fotograf und bekommt so von Christine eine Kamera geschenkt. Diese nutzt er für zahlreiche erotische Schnappschüsse seiner Liebsten. Zu seinem Unglück fotografiert er jedoch auch die Grenzsperren, was natürlich strengstens verboten ist. Die Situation gerät außer Kontrolle, als Christines Bruder eines dieser Fotos entwendet und sie in den Westen schickt. Zu ihrer Sicherheit planen Christine und ihr Bruder eine Flucht in den Westen und Alexander ist nun hin- und hergerissen.

## Hintergrund
Im Sommer 2006 begannen die Dreharbeiten, ungefähr 70 % davon an Originalschauplätzen im Eichsfeld, hier besonders in Weidenbach, Asbach-Sickenberg und bei Teistungen auf dem Gelände des Grenzlandmuseums Eichsfeld. Der Film bietet Original-Ausschnitte von Spielen der Fußball-Weltmeisterschaft 1974, die parallel zur Filmhandlung stattfindet.
Der Zwischenfall mit den beiden getöteten Grenzsoldaten beruht ebenso auf historischen Tatsachen, ereignete sich jedoch am 19. Dezember 1975 in der Nähe von Hildburghausen.

## Kritiken
- Die Fernsehzeitschrift Gong bezeichnete den Film An die Grenze als „stimmiges Ost-West-Drama“. Zudem sei der Film eine „aufwändig umgesetzte Geschichtsstunde, die die Zeit sehr plastisch einfängt, mit einem beeindruckend intensiv spielenden Jacob Matschenz“.
- Der Fernsehsender ARTE nannte An die Grenze einen „beklemmenden Film über ein dunkles Kapitel der deutschen Nachkriegsgeschichte“.
- Das Lexikon des Internationalen Films urteilte: „Der gut gespielte, autobiografisch gefärbte Film beschreibt etwas schablonenartig, aber doch sehr intensiv und anschaulich die komplexen Situationen, die dem jungen Mann die Augen öffnen und ihm einen moralisch-ethischen Standpunkt abverlangen.“[2]

## Auszeichnungen
- Teilnahme an den Wettbewerben des Fernsehfilm-Festivals Baden-Baden 2007
- Adolf-Grimme-Preis 2008 an Stefan Kolditz (Buch), Urs Egger (Regie), Christian Granderath (Produktion), Jacob Matschenz und Bernadette Heerwagen (Darstellung)[3]